# Euskal kanta berria
Euskal Kanta Berria es un disco de Mikel Laboa, que salió al mercado en 1979.

## Canciones
1. «Egun da Santimamiña»
2. «Goizuetan»
3. «Urtsuako kanta»
4. «Apur dezagun katea»
5. «Munduaren esker ona»
6. «Liluraren kontra»
7. «Haika mutil»
8. «Iturengo arotza»
9. «Zure begiek»
10. «Zilbor hesteak»
11. «Denak ala inor ez»
12. «Gaberako aterbea»